# فهرست فیلم‌های جیمز باند

نشان رسمی فیلم جیمز باند (۰۰۷) ئی‌او‌اِن

جیمز باند یک شخصیت داستانی تخیلی است که در سال ۱۹۵۳ توسط رمان‌نویس ایان فلمینگ ایجاد شده‌است. باند یک مأمور مخفی بریتانیای است که برای اِم‌آی‌۶ کار می‌کند او نیز با نام کد خود پاسخ می‌دهد، ۰۰۷. جیمز باند در فیلم توسط بازیگران همچون شان کانری، جورج لازنبی، راجر مور، تیموتی دالتون، پیرس برازنان و دنیل کریگ در ۲۶ فیلم به تصویر کشیده شده‌است.ئی‌او‌اِن پرودکشنز تنها در ساخت دو فیلم از این سری نقش نداشته‌است، کازینو رویال با بازی دنیل کریگ و هرگز دوباره نگو هرگز با بازی شان کانری.

## فیلم‌های ئی‌او‌اِن
| عنوان                   | سال  | بازیگر باند   | کارگردان        | گیشه (میلیون) | گیشه (میلیون) | بودجه (میلیون) | بودجه (میلیون) | منا.                        |
| عنوان                   | سال  | بازیگر باند   | کارگردان        | کنونی         | تعدیل ۲۰۰۵    | کنونی          | تعدیل ۲۰۰۵     | منا.                        |
| ----------------------- | ---- | ------------- | --------------- | ------------- | ------------- | -------------- | -------------- | --------------------------- |
| دکتر نو                 | ۱۹۶۲ | شان کانری     | ترنس یانگ       | ۵۹٫۵          | ۴۴۸٫۸         | ۱٫۱            | ۷٫۰            | [ ۱ ] [ ۲ ]                 |
| از روسیه با عشق         | ۱۹۶۳ | شان کانری     | ترنس یانگ       | ۷۸٫۹          | ۵۴۳٫۸         | ۲٫۰            | ۱۲٫۶           | [ ۱ ] [ ۲ ] [ ۳ ]           |
| گلدفینگر                | ۱۹۶۴ | شان کانری     | گای همیلتون     | ۱۲۴٫۹         | ۸۲۰٫۴         | ۳٫۰            | ۱۸٫۶           | [ ۱ ] [ ۲ ] [ ۴ ]           |
| گلوله آتشین             | ۱۹۶۵ | شان کانری     | ترنس یانگ       | ۱۴۱٫۲         | ۸۴۸٫۱         | ۶٫۸            | ۴۱٫۹           | [ ۱ ] [ ۲ ] [ ۵ ]           |
| فقط دو بار زندگی می‌کنید | ۱۹۶۷ | شان کانری     | لوئیس گیلبرت    | ۱۱۱٫۶         | ۵۱۴٫۲         | ۱۰٫۳           | ۵۹٫۹           | [ ۲ ] [ ۶ ]                 |
| در خدمت سرویس مخفی ملکه | ۱۹۶۹ | جرج لازنبی    | پیتر آر. هانت   | ۶۴٫۶          | ۲۹۱٫۵         | ۷٫۰            | ۳۷٫۳           | [ ۱ ] [ ۲ ]                 |
| الماس‌ها همیشگی‌اند       | ۱۹۷۱ | شان کانری     | گای همیلتون     | ۱۱۶٫۰         | ۴۴۲٫۵         | ۷٫۲            | ۳۴٫۷           | [ ۱ ] [ ۲ ] [ ۷ ]           |
| زندگی کن و بگذار بمیرند | ۱۹۷۳ | راجر مور      | گای همیلتون     | ۱۲۶٫۴         | ۴۶۰٫۳         | ۷٫۰            | ۳۰٫۸           | [ ۱ ] [ ۲ ]                 |
| مردی با طپانچه طلایی    | ۱۹۷۴ | راجر مور      | گای همیلتون     | ۹۷٫۶          | ۳۳۴٫۰         | ۷٫۰            | ۲۷٫۷           | [ ۲ ] [ ۸ ]                 |
| جاسوسی که دوستم داشت    | ۱۹۷۷ | راجر مور      | لوئیس گیلبرت    | ۱۸۵٫۴         | ۵۳۳٫۰         | ۱۴٫۰           | ۴۵٫۱           | [ ۱ ] [ ۲ ] [ ۹ ]           |
| مونریکر                 | ۱۹۷۹ | راجر مور      | لوئیس گیلبرت    | ۲۱۰٫۳         | ۵۳۵٫۰         | ۳۴٫۰           | ۹۱٫۵           | [ ۱ ] [ ۱۰ ]                |
| فقط به خاطر چشمان تو    | ۱۹۸۱ | راجر مور      | جان گلن         | ۱۹۴٫۹         | ۴۴۹٫۴         | ۲۸٫۰           | ۶۰٫۲           | [ ۱ ] [ ۲ ]                 |
| اختاپوسی                | ۱۹۸۳ | راجر مور      | جان گلن         | ۱۸۳٫۷         | ۳۷۳٫۸         | ۲۷٫۵           | ۵۳٫۹           | [ ۱ ] [ ۲ ]                 |
| نمایی به یک قتل         | ۱۹۸۵ | راجر مور      | جان گلن         | ۱۵۲٫۴         | ۲۷۵٫۲         | ۳۰٫۰           | ۵۴٫۵           | [ ۱ ] [ ۲ ]                 |
| روشنایی‌های پایدار روز   | ۱۹۸۷ | تیموتی دالتون | جان گلن         | ۱۹۱٫۲         | ۳۱۳٫۵         | ۴۰٫۰           | ۶۸٫۸           | [ ۱ ] [ ۲ ] [ ۱۱ ]          |
| جواز قتل                | ۱۹۸۹ | تیموتی دالتون | جان گلن         | ۱۵۶٫۲         | ۲۵۰٫۹         | ۳۶٫۰           | ۵۶٫۷           | [ ۱ ] [ ۲ ] [ ۱۲ ]          |
| گولدن‌آی                 | ۱۹۹۵ | پیرس برازنان  | مارتین کمبل     | ۳۵۲٫۰         | ۵۱۸٫۵         | ۶۰٫۰           | ۷۶٫۹           | [ ۱ ] [ ۱۳ ]                |
| فردا هرگز نمی‌میرد       | ۱۹۹۷ | پیرس برازنان  | راجر اسپاتیس‌وود | ۳۳۳٫۰         | ۴۶۳٫۲         | ۱۱۰٫۰          | ۱۳۳٫۹          | [ ۱۴ ]                      |
| دنیا کافی نیست          | ۱۹۹۹ | پیرس برازنان  | مایکل اپتد      | ۳۶۱٫۸         | ۴۳۹٫۵         | ۱۳۵٫۰          | ۱۵۸٫۳          | [ ۱ ] [ ۱۵ ]                |
| روزی دیگر بمیر          | ۲۰۰۲ | پیرس برازنان  | لی تاماهوری     | ۴۳۲٫۰         | ۴۶۵٫۴         | ۱۴۲٫۰          | ۱۵۴٫۲          | [ ۱ ] [ ۲ ] [ ۱۶ ]          |
| کازینو رویال            | ۲۰۰۶ | دنیل کریگ     | مارتین کمبل     | ۵۹۴٫۲         | ۵۸۱٫۵         | ۱۵۰٫۰          | ۱۴۵٫۳          | [ ۱ ]                       |
| ذره‌ای آرامش             | ۲۰۰۸ | دنیل کریگ     | مارک فورستر     | ۵۸۶٫۱         | ۵۱۴٫۲         | ۲۰۰٫۰          | ۱۸۱٫۴          | [ ۱۷ ]                      |
| اسکای‌فال                | ۲۰۱۲ | دنیل کریگ     | سم مندس         | ۱۱۰۸٫۶        | ۹۴۳٫۵         | ۱۵۰٫۰–۲۰۰٫۰    | ۱۲۷٫۷–۱۷۰٫۲    | [ ۱۸ ] [ ۱۹ ] [ ۲۰ ] [ ۲۱ ] |
| اسپکتر                  | ۲۰۱۵ | دنیل کریگ     | سم مندس         | ۸۸۰٫۷         | ۷۲۵٫۵         | 245–250        | ۲۰۱٫۸–۲۰۵٫۹    | [ ۲۹ ] [ ۲۱ ]               |
| زمانی برای مردن نیست    | ۲۰۲۱ | دنیل کریگ     | کری فوکوناگا    | ۷۷۱٫۲         | ۵۸۲           | ۲۵۰–۳۰۱        | ۱۸۹–۲۲۶        | [ ۳۰ ] [ ۳۱ ] [ ۳۲ ]        |

### دکتر نو (۱۹۶۲)
نوشتار اصلی: دکتر نو (فیلم)
جیمز باند برای تحقیق دربارهٔ قتل یکی از مأموران سازمان جاسوسی انگلستان به جامائیکا فرستاده می‌شود در آن جا دخالت دکتر نو مرد متنفذ و مأمور این منطقه در این جریان و ارتباط او با سازمان تبهکاری بین‌المللی «اسپکتر» می‌شود. باند پس از جان به در بردن از چند سوء قصد با دختری به نام هانی آشنا می‌شود. آن دو پس از منهدم کردن یکی از خودروهای زرهی دکتر نو به دام می‌افتند اما در پایان پس از انهدام مقر فرماندهی دکتر نو و از پا درآوردن او به همراه یکدیگر از مهلکه می‌گریزند.

### از روسیه همراه با عشق (۱۹۶۳)
نوشتار اصلی: از روسیه همراه با عشق (فیلم)
سازمان اسپکتر یک جاسوس زن را برای قتل جیمز باند استخدام می‌کند. باند می‌کوشد تا با کمک او به ماشین رمزگشایی شوروی دست یابد.

### پنجه طلایی (۱۹۶۴)
نوشتار اصلی: پنجه طلایی (فیلم)
باز هم جیمز باند می‌آید تا شر مرد تبهکاری را از سر مردم کم کند. این بار باند موفق می‌شود از سرقت فورت ناکس توسط قاچاقچیان جلوگیری کند.
"آوریک گلدفینگر" سرمایه‌داری قدرتمند، "عملیات گراند اسلم" را با هدف فلج کردن اقتصاد جهانی آغاز کرده‌است. جیمز باند با اتومبیل مخصوص خود "آستون مارتین" که مجهز به سیستم‌های رزمی پیشرفته‌است باید نقشه " گلد فینگر" را نقش بر آب کند. اول از همه باید یکی از افراد او یعنی "آدجاب" را که با پرتاب کلاهی مرگبار دست به کشتار می‌زند متوقف کند، سپس سر و سری با مشاور " گلد فینگر" (زنی زیبا به نام "جیل مسترسون") ارتباط پیدا می‌کند و سرانجام به نبرد دختری خلبان و بسیار جذاب که با او می‌رود.

### گلوله آتشین (۱۹۶۵)
نوشتار اصلی: گلوله آتشین (فیلم)
جیمز باند اینبار رودررو با سازمانی جنایتکار به نام اسپکتر است که نقشه‌ای برای ربودن تسلیحات هسته‌ای دارد.

### شما فقط دوبار زندگی می‌کنید (۱۹۶۷)
نوشتار اصلی: شما فقط دو بار زندگی می‌کنید (فیلم)

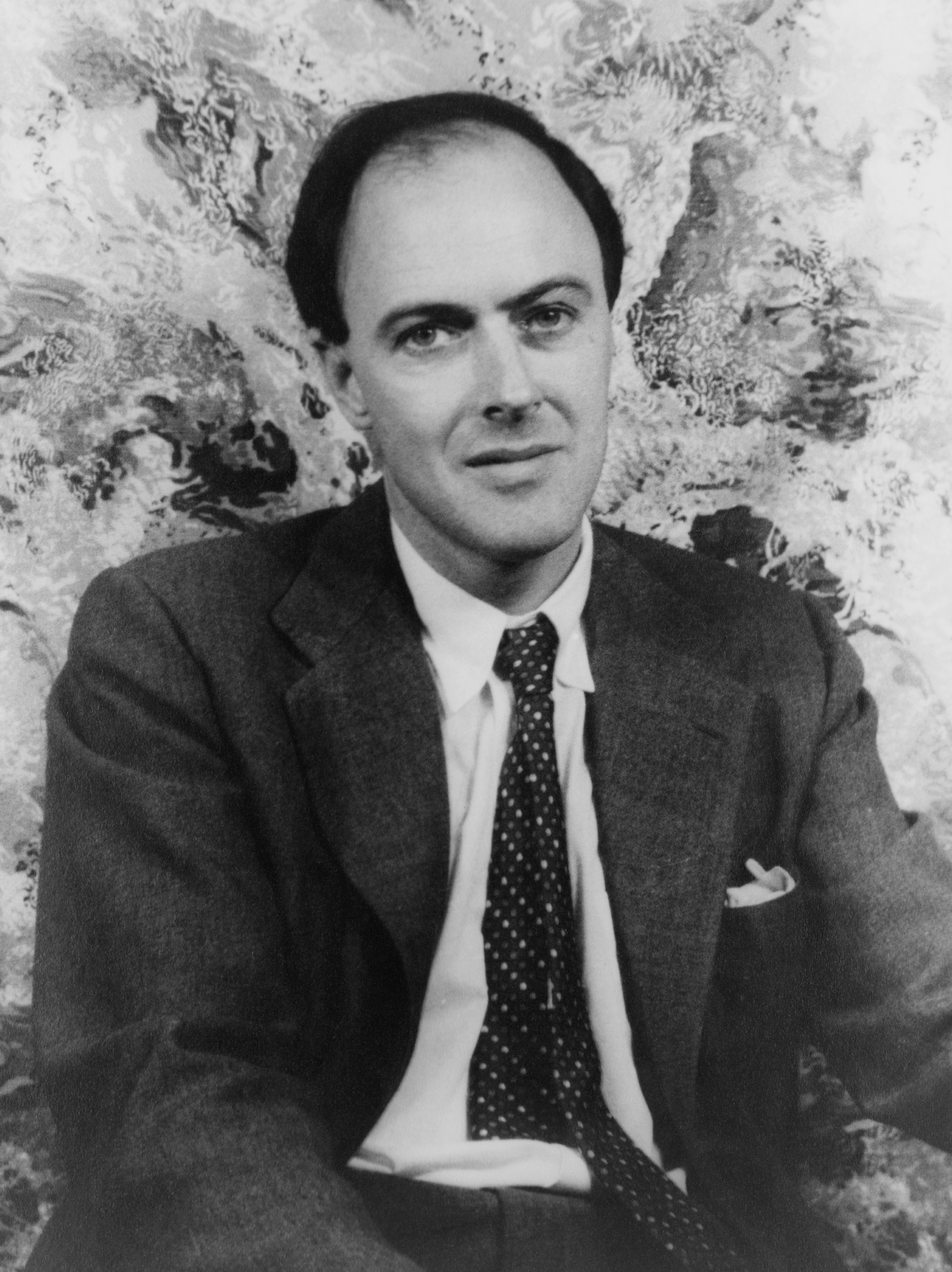
رولد دال، فیلم‌نامه‌نویس فیلم شما فقط دو بار زندگی می‌کنید

سازمان بین‌المللی جنایی، اسپکتر، به دنبال راه انداختن جنگ جهانی سوم است. اما «جیمز باند» (کانری) وارد عمل می‌شود و خیلی زود مرکز فرماندهی دشمن در اطراف آتشفشان خاموشی را شناسایی می‌کند

### در خدمت سرویس مخفی ملکه (۱۹۶۹)
نوشتار اصلی: در خدمت سرویس مخفی ملکه (فیلم)
جیمز باند مأمور ۰۰۷ که در تعطیلات به سر می‌برد از خودکشی دختری به نام تریسی در دریا جلوگیری می‌کند. دراکو پدر تریسی که رئیس یک کارتل بزرگ مافیایی در جزیره کرس است به باند پیشنهاد می‌کند تا با تریسی که افسرده‌است ازدواج کند و در مقابل اطلاعاتی راجع به بلوفلد و یک چک ۱ میلیون پوندی به او بدهد. باند به دلیل شغل خود نمی‌تواند همچین پیشنهادی را قبول کند.
برای او دغدغه‌های مهمتری وجود دارد: بلوفلد و نقشه‌هایش برای تسلط بر جهان. باند که در پی یافتن ارنست استاورو بلوفلد رئیس سازمان اسپکتر است با عدم همراهی رئیسش M در سازمان اطلاعات و امنیت خارجی بریتانیا موسوم به اِم‌آی‌۶ مواجه می‌شود که او را از این مأموریت کنار گذاشته‌است.
باند در صدد استعفا بر می‌آید اما با پیشنهاد مانی پنی منشی شخصی M به دو هفته مرخصی می‌رود. باند برای رسیدن به هدف خود به صورت غیررسمی وارد عمل می‌شود و به نزد دراکو پدر تریسی در جزیره کرس می‌رود. تریسی با رفتار عصیان گرانه و پرشور خود دل جیمز باند را می‌رباید و باند با او عهد وفاداری می‌بندد.
با همکاری دراکو و اطلاعات وی، باند به عنوان یک شجره‌شناس (تبارشناس) به ستاد مرکزی تکنولوژیک " بلوفلد " در سویس نفوذ می‌کند. در این میان وی به گروهی از زنان دلربا برمی‌خورد.
باند در می‌یابد که بلوفلد درصدد است از طریق این زنان ویروس مخربی را در جهان پخش کند. اما هویت او نزد بلوفلد فاش می‌شود و بعد از تعقیب و گریزی در کوهستان‌های سوئیس که تریسی هم به او ملحق شده و به او کمک می‌کند، بلوفلد تریسی را به گروگان می‌گیرد.
بعد از آنکه M رئیس وی در سازمان اطلاعات و امنیت خارجی بریتانیا برای نابودی بلوفلد و حمله به مرکز او باند را حمایت نمی‌کند، وی با کمک دراکو به مرکز حمله می‌کند و تشکیلات بلوفلد را منهدم و تریسی را آزاد می‌کند. در پایان دراماتیک فیلم ازدواج جیمز باند و تریسی را می‌بینیم که ساعتی بعد از ازدواج، تریسی به وسیله بلوفلد و عواملش به قتل می‌رسد.

### الماس‌ها ابدیند (۱۹۷۱)
نوشتار اصلی: الماس‌ها ابدیند (فیلم)

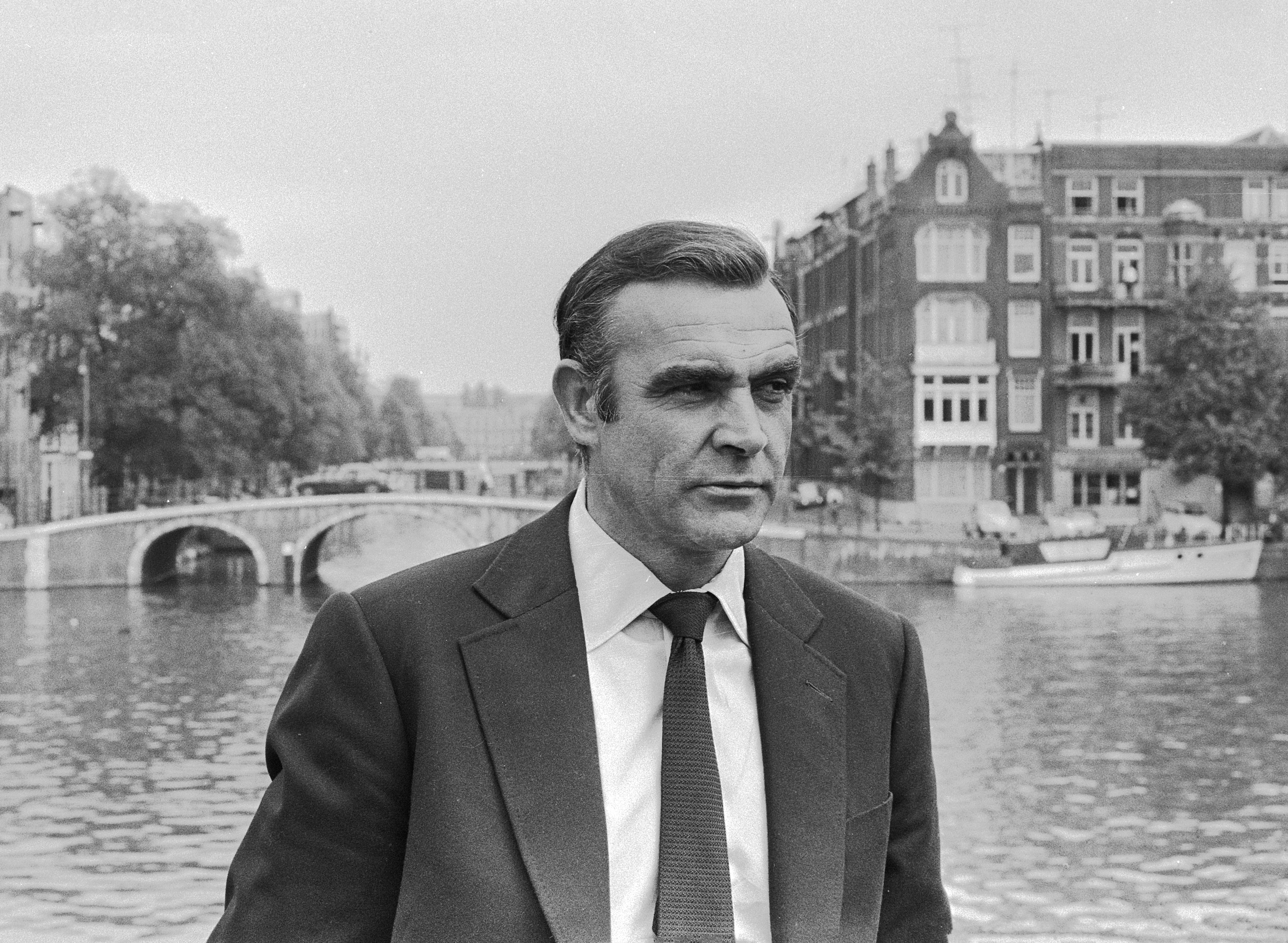
شان کانری در آمستردام در ژوئیه، ۱۹۷۱ در حال فیلمبرداری الماس‌ها ابدیند.

جیمز باند در دقایق اول مشغول انتقام مرگ همسرش از بلوفیلد است و پس از کشتن او، به دنبال کشف علت و مسبب سرقت الماس‌ها از معادن آفریقای جنوبی می‌باشد و پس از ماجراهایی متوجه می‌شود که بلوفیلد تبهکار بزرگ کشته نشده بلکه با استفاده از الماس‌ها ماهواره‌ای ساخته که می‌تواند هر هدفی را در کره زمین نابود کند. بلوفیلد پس از نابودی چند هدف از دنیا اخاذی می‌کند و جیمز باند باید او را یافته و ازبین ببرد.

### زندگی کن و بگذار بمیرد (۱۹۷۳)
نوشتار اصلی: زندگی کن و بگذار بمیرد (فیلم)

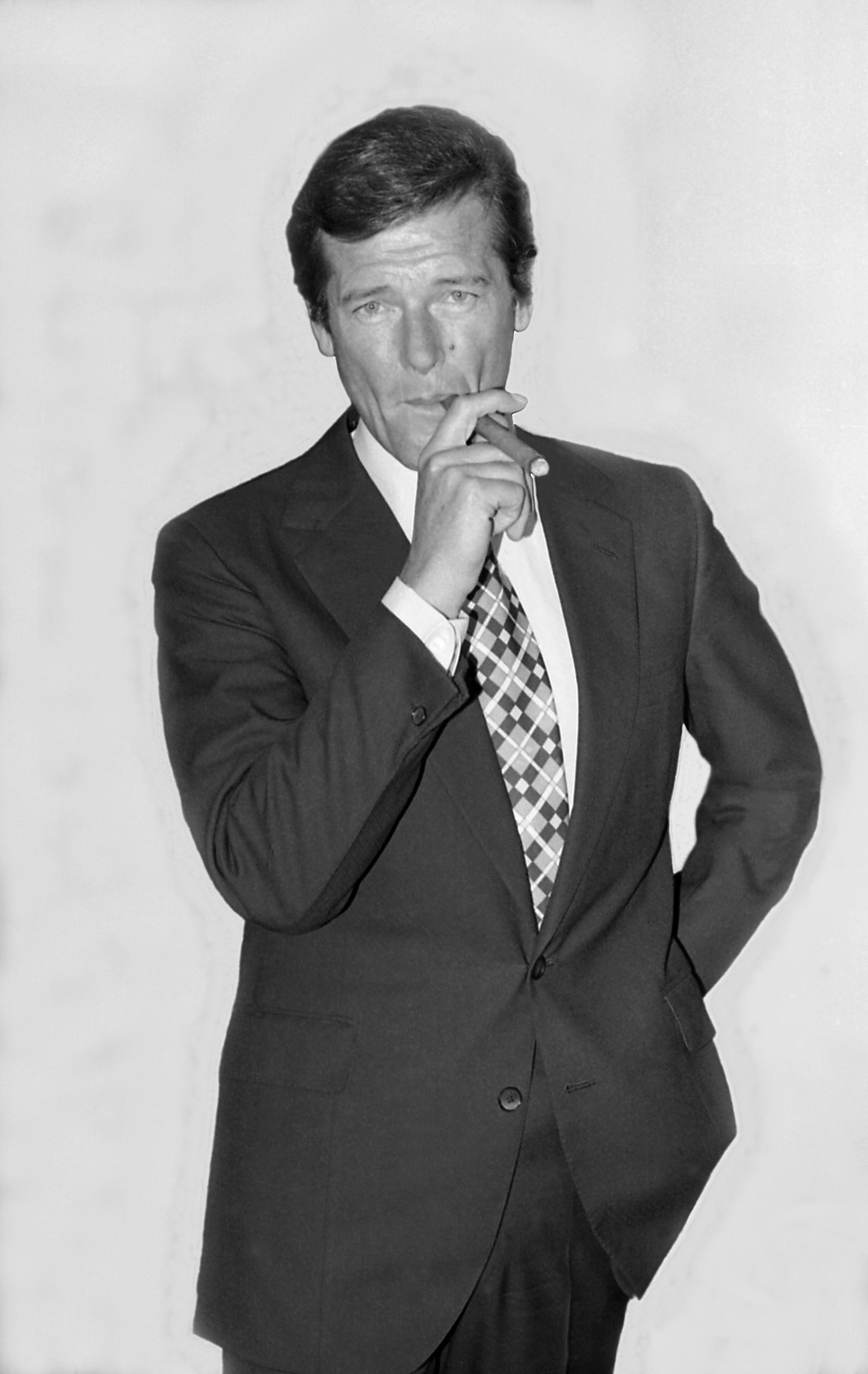
راجر مور در سال ۱۹۷۳

جیمز باند مأموریت پیدا می‌کند تا با مستر بیگ مبارزه کند. مستر بیگ قصد دارد اعتیاد به هرویین را گسترش بدهد و نیمکرهٔ غربی کرهٔ زمین را تحت اختیار خود درآورد.

### مردی با طپانچه طلایی (۱۹۷۴)
نوشتار اصلی: مردی با طپانچه طلایی (فیلم)
اسکارامانگا یک آدمکش حرفه‌ای است که برای هر مأموریت خود یک میلیون دلار دستمزد می‌گیرد. وی متهم به کشتن یک متخصص هوافضا شناخته شده و جیمزباند مسئول بررسی پرونده می‌شود.

### جاسوسی که دوستم داشت (۱۹۷۷)
نوشتار اصلی: جاسوسی که دوستم داشت (فیلم)
جیمز باند و یک جاسوسهٔ روسی سرگرد آنیا آماسووا، برای مقابله با نقشه‌های «کارل استرومبرگ» (یورگنس)، روان پریش که قصد نابودی جهان را دارد، هم راه می‌شوند. استرومبرگ دستیار دو متر و بیست سانتیمتری دندان فولادی اش، کوسه را به مصاف باند می‌فرستد.

### مون‌ریکر (۱۹۷۹)
نوشتار اصلی: مون‌ریکر (فیلم)
یک سفینه فضائی هنگام پرواز آزمایشی روبوده می‌شود. «جیمز باند» (مور) در مأموریتش برای یافتن ردی از سفینه، متوجه یک مرکز تحقیقات فضائی می‌شود و درمی‌یابد که این مرکز در اصل پوششی برای اعمال خلاف نابغه خبیثی به نام «هوگو دراکس» (لونسدال) است که قصد دارد با تهدیدهایی که از طریق پایگاه فضائی‌اش و سفینه مون‌ریکر اعمال می‌کند، برجهان سلطه یابد. اما «باند» با یک شاتل به فضا می‌رود و نقشه‌های او را خنثی می‌کند.

### فقط بخاطر چشمان تو (۱۹۸۱)
نوشتار اصلی: فقط بخاطر چشمان تو (فیلم)

### اختپوسی (۱۹۸۳)
نوشتار اصلی: اختپوسی
یک نظامی شورشی و نیمه دیوانهٔ روسی به نام «ژنرال اورلوف» (برکوف) که نقشهٔ آغاز جنگ جهانی سوم را در سر می‌پروراند، هدفش منفجر کردن بمبی اتمی در یک پایگاه هوایی آمریکا در آلمان غربی و زمینه‌سازی برای آغاز جنگ است. «جیمز باند» (مور) نیز برای خنثی ساختن این توطئه وارد عمل می‌شود.

### نمایی از یک کشتار (۱۹۸۵)
نوشتار اصلی: نمایی از یک قتل
کارخانه‌داری به نام ماکس زورین (واکن) قصد دارد تا با جاری ساختن آب دریا در گسل سن آندریاس و ایجاد زلزله، زمینهٔ نابودی سیلیکان ولی کالیفرنیا را فراهم سازد. جیمز باند (مور) که مأموریتش جلوگیری از اقدامات زورین است سرانجام او را از بالای پل گلدن گیت به رودخانهٔ سن فرانسیسکو می‌اندازد.

### روزهای روشن زندگی (۱۹۸۷)
نوشتار اصلی: روزهای روشن زندگی

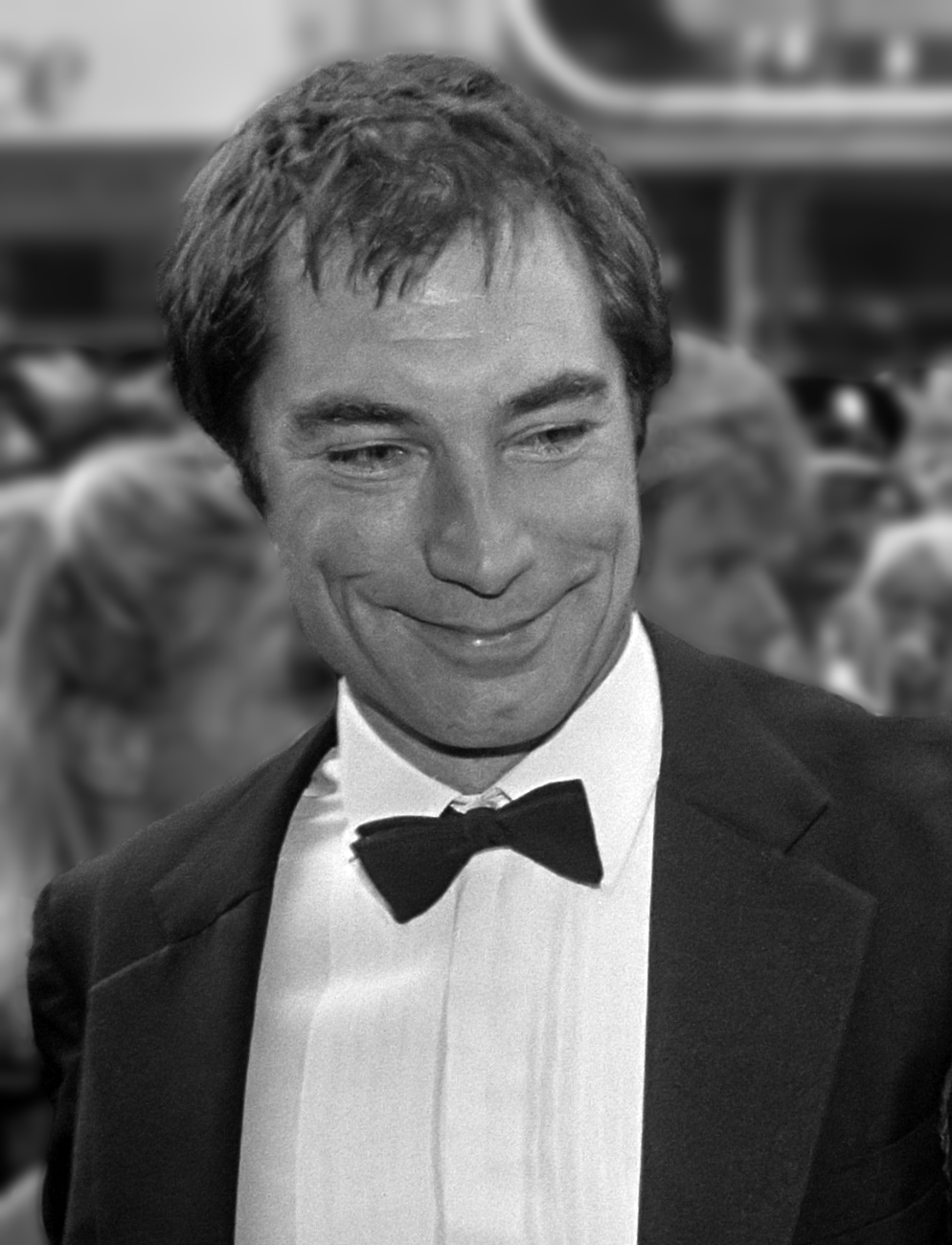
تیموتی دالتون در ۱۹۸۷

ژنرال کوسکوف از مأموران اطلاعاتی روسیه، با کمک جیمز باند به غرب پناهنده می‌شود تا اطلاعاتی را دربارهٔ عملکرد ژنرال پوشکین از دیگر فرماندهان کا.گ.ب. لو بدهد. کوسکوف را گروهی ضربتی می‌ربایند و «باند» در جستجوی قضیه به خود او مظنون می‌شود.

### جواز قتل (۱۹۸۹)
نوشتار اصلی: جواز قتل (فیلم ۱۹۸۹)
یکی از سلاطین قاچاق مواد مخدر که به دام مأموران افتاده، پس از گریز، ترتیب یک حمله به عامل دستگیری‌اش را می‌دهد، که از دوستان جیمز باند (دالتن) است. باند نیز برای انتقام‌جویی به تعقیب او می‌پردازد و در نهایت امپراتوری‌اش را متلاشی می‌کند.

### گولدن‌آی (۱۹۹۵)
نوشتار اصلی: گولدن‌آی

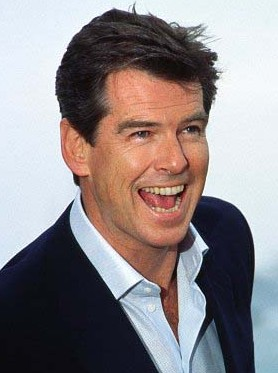
برازنان در جشنواره فیلم کن ۲۰۰۲ برای کنفرانس مطبوعاتی روزی دیگر بمیر.

وقتی در طی عملیاتی حساب شده یک هلیکوپتر فوق سری به سرقت رفته و در عملیاتی خونین علیه یک پایگاه کنترل ماهواره‌های نظامی واقع در سیبری بکار می‌رود، جیمز باند مأمور می‌شود تا تنها بازمانده از آن حمله، که یک دختر جوان ناتالیا سیمونوا که برنامه‌نویس مرکز فوق بوده‌است را یافته و با کمک او بتواند در یافتن جوابی برای این معما بیاید. او پس از ماجراهایی متوجه می‌شود که همکار سابق او آلک ترولیان مأمور ۰۰۷، که تصور می‌کرد در آخرین عملیات مشترکشان کشته شده و نیز یک ژنرال روس (عضو مافیای روسیه) در این ماجرا نقش دارند.
جیمز باند و ناتالیا موفق می‌شوند از مخمصه‌های مختلفی بگریزند تا اینکه در طی یک عملیات جستجوی هوایی در نزدیکی کوبا مورد هدف قرار گرفته و کشف می‌کند که «گولدن‌آی» در حقیقت یک آنتن ماهواره‌ای است که برای کنترل یک سیستم ماهواره نظامی بکار می‌رود.

### فردا هرگز نمی‌میرد (۱۹۹۷)
نوشتار اصلی: فردا هرگز نمی‌میرد
کارخانه داری ثروتمند به اسم الیوت کارور می‌کوشد تا با یک نقشه شیطانی و با انتشار اخبار نادرست و ایجاد خصومت بین دولتهای انگلستان و چین، جنگ جهانی سوم را براه اندازد. زمانی‌که یک کشتی نظامی متعلق به انگلستان در دریای چین غرق می‌شود، باند مأمور می‌شود تا عازم مأموریتی خطرناک شود تا حقیقت را دریابد. او می‌کوشد با استفاده از برقراری رابطه با همسر کارور در تشکیلات وی نفوذ کند اما کارور بزودی از هدف باند مطلع می‌شود. بهر حال باند به‌کمک یک مأمور زن ارتش چین به هدفش نزدیک و نزدیکتر می‌شود و می‌کوشد تا از علمی شدن نقشه بعدی کارور جلوگیری نماید.

### دنیا کافی نیست (۱۹۹۹)
نوشتار اصلی: دنیا کافی نیست
سر رابرت کینگ غول نفتی، بر اثر یک سوء قصد در ستاد مرکزی MI6 می‌میرد. به هنگام خاک سپاری کینگ در اسکاتلند، باند با دختر او «الکترا» (مارسو) ملاقات می‌کند که قبلاً یک بار تروریستی به نام «رنار» (کارلایل) او را ربوده‌است. خیلی زود M، رئیس باند او را برای محافظت از «الکترا» و شناسایی قاتل کینگ به قفقاز می‌فرستد.

### روزی دیگر بمیر (۲۰۰۲)
نوشتار اصلی: روزی دیگر بمیر
جیمز باند به کره شمالی فرستاده شده تا سرهنگ مون، رهبر نظامی را به قتل برساند. برنامه مطابق نقشه پیش نمی‌رود ولی مون ظاهراً به قتل می‌رسد و معاونش، زائو مجروح و جیمز باند دستگیر می‌شود.
پس از چهارده ماه شکنجه و بازجوئی، جیمز باند را با زائو مبادله می‌کنند ولی جیمز باند پس از آزادی پی می‌برد که دولت بریتانیا و رئیسش، M حالا او را مهره سوخته تلقی می‌کنند.
از اینرو، M او را از کار معلق می‌کند. باند که می‌خواهد جایگاه از دسترفته را دوباره به چنگ آورد و از آنان که او را در چنان دردسری انداخته‌اند، انتقام بگیرد، سرنخی را می‌گیرد و به کوبا می‌رود. باند در آنجا با رائول ملاقات می‌کند و باخبر می‌شود که عملیاتِ مخفیانه‌ای در جریان است که طی آن می‌خواهند به کمک پیوند DNA هویت جدیدی به مردم بدهند.
او ضمناً با جنیکس آشنا می‌شود که بعداً آشکار می‌شود که یک مأمور مخفی آمریکایی سازمان NSA است که برای بهم زدن آن عملیات به کوبا آمده‌است. باند پس از برخوردی با زائو که سرنخهای بیشتری در اختیارش می‌گذارد، به لندن برمیگردد تا با ̎گوستاو گریوز، تاجر الماس ملاقات کند (الماس‌هائی که قطعاتی از آن‌ها را نزد زائو پیدا کرده) است.
پس از یک جلسه شمشیربازی که به درگیری و زد و خوردی هیجان انگیز تبدیل می‌شود، ̎گریوز از باند دعوت می‌کند به ایسلند برود. گریوز در ایسلند، به کمک میراندا فراستِ مدیر تبلیغات (و البته مأمور MI۶) و ولادِ مخترع، می‌خواهد از اختراع جدیدیش، ایکاروس پرده بردارد. ایکاروس، ماهواره‌ای است که در مدار زمین قرار گرفته و می‌تواند ستون نور و انرژی را به هر سوی زمینی که بخواهند، هدایت کند.
باند پی می‌برد که گوستاو گریوز در واقع همان سرهنگ مون است که تغییر چهره داده و می‌خواهد به وسیله ایکاروس به کره جنوبی حمله کند.
باند به کمک انواع و اقسام ابزارهای پیشرفته که کیو در اختیارش گذاشته و به همراهی جنیکس سعی می‌کند تا جلوی پیاده شدن نقشه‌های شیطانی آن مرد خبیث را بگیرد و خبیث‌هائی مثل زائو و… را هم از سر راه بردارد…

### کازینو رویال (۲۰۰۶)
نوشتار اصلی: کازینو رویال (فیلم ۲۰۰۶)

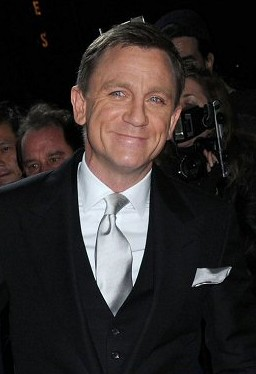
دنیل کریگ در نخستین نمایش ذره‌ای آرامش در نیویارک در نوامبر ۲۰۰۸.

جیمز باند مأمور می‌شود تا یک بانکدار را که پول‌های سازمان‌های تروریستی را در بازار جهانی سرمایه‌گذاری می‌کند متوقف کند و این گروه را سرنگون سازد. باند می‌بایست در بازی پوکر که در کازینو رویال با لو چیفره می‌کند برنده شود، در این حین او با یک کارمند زیبای خزانه‌داری وسپر لیند که برای پخش پول شرط‌بندی او در بازی‌های شرط‌بندی و نگهداری از اموال و پول دولتی گماشته شده‌است آشنا می‌شود. اما در این ماجرا باند و وسپر درگیر یک سری حملات مرگبار از طرف لو چیفره و همراهانش می‌شوند.

### ذره‌ای آرامش (۲۰۰۸)
نوشتار اصلی: ذره‌ای آرامش
داستان فیلم ذره‌ای آرامش، دقیقاً از پایان کازینو رویال آغاز می‌شود جایی که باند آقای وایت را در کنار دریاچه هدف قرار می‌دهد و حالا او را دستگیر کرده. باند که از مرگ وسپر زنی که عاشقش شده بود بسیار ناراحت شده اکنون در پی آن است که به هر شکل ممکن این مأموریت را که جنبهٔ شخصی هم پیدا کرده به سرانجام برساند.
در بازپرسی از وایت مشخص می‌شود که سازمانی بزرگ و مخوف در پشت ماجرا قرار دارد. باند برای پیدا کردن راز این گروه باکامیل آشنا می‌شود که او را به سازمان Quantume می‌رساند که فعالیت‌های گسترده‌ای مخصوصاً در آمریکای جنوبی و بولیوی دارند و قصد دارند تا با کودتا منابع طبیعی را در کشور بولیوی در آمریکای جنوبی به دست بگیرند و باند برای گرفتن انتقام خود و نابودی گروه وارد عمل می‌شود و همچنین کامیل برای گرفتن انتقام پدر خود که توسط شورشیان کشته شده‌است.

### اسکای‌فال (۲۰۱۲)
نوشتار اصلی: اسکای‌فال
جیمز باند طی تعقیب و گریزی نفس‌گیر در استانبول، به اشتباه مورد هدف همکار خود ایو قرار می‌گیرد. از نظر سازمان جاسوسی انگلستان (MI6) باند مرده به حساب می‌آید، تا زمانی که خود را نشان می‌دهد، اما با برخورد سرد مأمور M (جودی دنچ) روبرو می‌شود. گویا توطئه‌ای در میان است. باند برای پیدا کردن یک هارد دیسک حیاتی به سراسر جهان فرستاده می‌شود در حالی که در پس تمام توطئه‌ها یک تروریست رایانه‌ای به نام رائول که از مأموران سابق MI6 است، قرار دارد.

### اسپکتر (۲۰۱۵)
نوشتار اصلی: اسپکتر (فیلم ۲۰۱۵)
پیامی مرموز از گذشتهٔ باند او را به دنبال کشف یک سازمان شیطانی می‌فرستد. زمانی که ام با نیروهای سیاسی مبارزه می‌کند تا دستگاه محرمانهٔ دولت را زنده نگه دارد، باند تلاش می‌کند تا از واقعیت وحشتناک پشت سازمان اسپکتر پرده برداری کند.

### زمانی برای مردن نیست (۲۰۲۱)
نوشتار اصلی: زمانی برای مردن نیست
بعد از وقایع پرونده اسپکتر، جیمز باند خود را بازنشسته کرده و در جزایر جامائیکا مشغول استراحت است. درست در زمانی به نظر می‌رسد که باند بعد از مدت طولانی قادر به تجربه یک زندگی عادی است، دوست قدیمی وی و یکی از جاسوسان سی‌آی‌اِی به سراغش آمده و از او درخواست کمک می‌کند و همین مسئله پای باند را به پرونده ربوده شدن یک دانشمند باز می‌کند. به زودی مشخص می‌شود که تروریستی مرموز مسئول این کار است و دنیا در آستانه مواجه با خطری است که پیش از این، آن را تجربه نکرده‌است.

## تولیدات غیر ئی‌او‌اِن

### خلاصه داستانها

#### کازینو رویال (۱۹۶۷)
نوشتار اصلی: کازینو رویال (فیلم ۱۹۶۷)
جیمز باند مجبور می‌شود تا برای پروندهٔ جاسوسی دیگری از بازنشستگی اش بیرون آید و دوباره به سازمان بازگردد.

#### دیگر هرگز نگو هرگز (۱۹۸۳)
نوشتار اصلی: دیگر هرگز نگو هرگز